# Днестрик
Днестрик (укр. Дністрик) — село в Стрелковской сельской общине Самборского района Львовской области Украины.
Население по переписи 2001 года составляло 311 человек. Занимает площадь 0,745 км². Почтовый индекс — 82096. Телефонный код — 3238.

## История
В 1946 году указом ПВС УССР село Днестрик-Головецкий переименовано в Днестрик.